# مونتاتسولی
مونتاتسولی (به ایتالیایی: Montazzoli) یک کومونه در ایتالیا است که در استان کییتی واقع شده‌است.

## خصوصیات
مونتاتسولی ۳۹ کیلومترمربع مساحت و ۱٬۰۷۴ نفر جمعیت دارد و ۸۵۰ متر بالاتر از سطح دریا واقع شده‌است.